# Littérature d'enfance et de jeunesse réunionnaise
La littérature d'enfance et de jeunesse réunionnaise est la littérature d'enfance et de jeunesse liée à l'île de La Réunion, département d'outre-mer français dans le sud-ouest de l'océan Indien. Littérature tardive, elle n'émerge véritablement qu'au tournant des années 1970 et 1980 au moment où l'ensemble de la littérature réunionnaise se refonde sur de nouvelles bases.

## Auteurs
- Monique Agénor
- Marie-Josée Barre
- Joëlle Écormier
- Isabelle Hoarau
- Yves Manglou
- Jean-François Samlong
- Laetitia Sibalo
- Marie-Renette Tacite-Agénor
- Anais Hoareau